# José Martínez de Hervás
José Martínez de Hervás, né le 18 aout 1760 à Ugíjar et mort le 3 novembre 1830 à Madrid, est un financier, diplomate et écrivain espagnol.

## Biographie
Connu d’abord comme financier, Don Hervas était administrateur de la banque de Saint-Charles à Paris, en 1789, à l’époque de la Révolution. Depuis lors, il resta en France comme banquier, et le roi d’Espagne Charles IV le chargea successivement de missions de la plus haute importance, auprès du Directoire exécutif de France et du Premier Consul Bonaparte. Nommé consul d’Espagne, il remplit, après la retraite de José Nicolás de Azara, en 1803 les fonctions de ministre espagnol auprès du gouvernement français. En crédit auprès du Premier Consul, il maria sa fille, en 1803, au général Duroc, et à cette occasion, il reçut du roi le titre de marquis d’Almenara d’Espagne.
Bientôt ses affaires devinrent embarrassées, et, à la fin de 1805, il suspendit ses payements, avec un passif de 40 millions. Il se retira alors en Espagne. Le roi le nomma, en 1806, son envoyé extraordinaire à Constantinople, où les plus vives convulsions politiques lui firent courir les plus grands dangers. Il y résida deux ans. Napoléon s’étant emparé de l’Espagne, la Porte demanda au ministre espagnol des explications que celui-ci ne put donner, et il reçut l’ordre de quitter l’Empire Ottoman. À son retour dans sa patrie, en 1809, Hervas s’attacha au nouveau roi Joseph Bonaparte, qui le fit membre du conseil d’État, puis président du conseil de commerce, et se trouva associé dans ces fonctions aux personnages les plus considérés de l’Espagne. Il remplaça ensuite don Manuel Romero au ministère de l’Intérieur, le 20 décembre 1809, où il fit remarquer ses talents en diplomatie et en administration, avant d’être nommé ministre des Finances du 27 avril 1810 jusqu’au 31 aout 1813 de la même année, et fut décoré du grand cordon de l’ordre royal d'Espagne.
En 1813, lors du retour de Ferdinand VII sur le trône d’Espagne, il fut obligé de venir chercher asile en France. Il accompagna le roi Joseph en France, où il avait cédé, le 5 mars 1812, son hôtel de l’Infantado de la rue Saint-Florentin à Talleyrand pour la somme de cinq cent mille francs, et une ordonnance de Ferdinand VII le bannit du royaume. Sa première occupation dans cette retraite fut de défendre son fils le chevalier d’Hervás, violemment attaqué par don Pedro Cevallos ; cette défense, qui fit autant d’honneur à son cœur qu’à son esprit, força ses ennemis à reconnaitre leurs torts. Depuis cette époque, il s’est livré aux travaux de la littérature, et s’est aussi fait remarquer par des productions littéraires de beaucoup de mérite. Son Éloge historique du général Ricardos, publié en 1795, fut accueilli avec une faveur particulière. Pendant sa proscription exil en France, il a donné au Mercure de France, sous la signature du « Bachelier de Salamanque », des articles ingénieux et piquants où ses compatriotes ont aussitôt reconnu l’auteur de l’Espagnol pacifique, de l’Alcade de Mirabueno, et de plusieurs autres bluettes, à la fois philosophiques et patriotiques, et qui, sous le voile d’un frivole badinage, cachaient les vues les plus saines et les plus généreuses. C’est avec les mêmes sentiments, mais avec des idées plus graves, qu’il a écrit l’analyse des deux premiers volumes de l’Histoire critique de l’inquisition d’Espagne. Il s’occupait également d’une Histoire véritable et philosophique de la guerre et de la révolution d’Espagne qui ne parait pas avoir paru.
Après avoir ensuite passé quelque temps à Paris, et dans une profonde retraite, à Baugy en Picardie, il fit, en 1816, un voyage à Vienne en Autriche, avec sa fille. ll revint ensuite à Paris, où il résida plusieurs années, avant d’être rappelé en Espagne, où il reprit ses fonctions de conseiller du roi dans la junte des finances et du commerce, poste qu’il conserva jusqu’à sa mort.

## Publications
- (es) Elogio del excelentísimo Señor D. Antonio Ricardos Carrillo de Albornoz, capitan general de los reales exércitos, Madrid, Imprenta de Sancha, 1795.Traduit en français en 1798, in-8°.
- (es) Defensa de Don Joseph Martinez de Hervas contra la acusacion de deslealtàd con que et señor don Pedro Cevallos ofende la memoria de aquel joven. Dedicala á los padres de familia de todos los payses su padre el marques de Almenara, Paris, Impr. de P.N. Rougeron, 1814, in-8° ; Cadix, 1815.Traduit en français par Esménard, sous le titre : Défense de don Joseph Martinez de Hervas, chevalier de l’ambassade S. M. C. à Paris, de l’ordre royal de Charles III, etc., contre l’accusation calomnieuse de S. Ex. M. P. Cevallos, ex-ministre de Charles IV et de tous les gouvernements qui ont existé en Espagne après l’abdication de ce monarque, intentée cinq ans après la mort funeste et prématurée dudit chevalier Hervas, dédiée aux pères de famille de tous les pays, par le marquis d’Almenara, père de l’accusé, Paris, 1814, in-8°.
- (es) Cartas de la reina Vitinia a su hermana la princesa Fernandina, 1822.Traduit en français sous le titre Considérations sur l’état actuel de l’Espagne. Lettres de la reine Wittinie à sa sœur la princesse Fernandine, Paris, 1822, in-8°.

## Sources
- Arnault, Jay, Jouy et Norvins, Biographie nouvelle des contemporains, ou dictionnaire historique et raisonné de tous les hommes qui, depuis la Révolution Française, ont acquis de la célébrité par leurs actions, leurs écrits, leurs erreurs ou leurs crimes, soit en France, soit dans les pays étrangers : précédée d’un tableau par ordre chronologique des époques célèbres et des événemens remarquables, tant en France qu’à l’étranger, depuis 1787 jusqu’à ce jour, et d’une table alphabétique des Assemblées législatives, à partir de l’Assemblée constituante jusqu’aux dernières Chambres des Pairs et des Députés, t. 1er, Paris, Dufour ; Ledentu, 1827, 346 p. (lire en ligne), p. 126.
- Ferdinand Höfer, Nouvelle biographie générale depuis les temps les plus reculés jusqu’à nos jours : avec les renseignements bibliographiques et l’indication des sources à consulter , t. 24, Paris, Firmin Didot, 1861, 959 p. (OCLC 257984604, lire en ligne), p. 528.
- Rabbe, Vieilh De Boisjolin et Sainte-Preuve, Biographie universelle et portative des contemporains : ou Dictionnaire historique des contemporains, ou Dictionnaire historique des hommes vivants et des hommes morts depuis 1788 jusqu’a nos jours, qui se sont fait remarquer chez la plupart des peuples, et particulièrement en France, par leurs écrits, leurs actions, leurs talens, leurs vertus ou leurs crimes, vol. 1, t. 1, Paris, F. G. Levrault, 1834, 1136 p. (lire en ligne), p. 83.